# میران شاه (پاکستان)
میران‌شاه (به اردو: میران شاہ) شهری است در شمال پاکستان و در ۳۰۰ کیلومتری جنوب غربی اسلام‌آباد.
این شهر مرکز فرمانداری وزیرستان شمالی در مناطق قبیله‌ای فدرال است.
شهر میران‌شاه، مقر اصلی طالبان در استان وزیرستان شمالی و واقع در مرز افغانستان است. و طالبان در سال ۱۳۸۵ در مدارس ابوشعیب، خلیفه، فاروقیه و جانی‌خیل شهر میران‌شاه دفترهایی ایجاد کردند.
در این شهر سلاح‌های زیادی موجود است و به آسانی داد و ستد می‌شود. حملات متعددی نیز از سوی نیروهای نظامی پاکستان و آمریکا در این شهر صورت گرفته‌است.
در این شهر اردوگاهی نیز برای پناهندگان افغانی زمان جنگ با شوروی جای دارد.